# Испания на зимних Олимпийских играх 1998
Испания принимала участие в Зимних Олимпийских играх 1998 года в Нагано (Япония) в пятнадцатый раз за свою историю, но не завоевала ни одной медали. 

## Состав сборной
Сборная страны состояла из 12 спортсменов: 7 мужчин и 5 женщин, они соревновались в 4 видах спорта: 
- горнолыжный спорт
- лыжные гонки
- сноуборд
- фигурное катание[1].

## Результаты
Лучшим результатом стало 12 место горнолыжницы Марии Хосе Рьенды Контрерас в гигантском слаломе.

### Горнолыжный спорт
Испанию в этом виде спорта представляли только женщины. В связи с плохими погодными условиями соревнования несколько раз переносились. Слаломные дисциплины прошли на курорте Сига Когэн (志賀高原スキー場) в префектуре Нагано: гигантский слалом у женщин 20 февраля, слалом у женщин 19 февраля.
Женщины
| Спортсменка                 | Соревнование      | 1 спуск         | 2 спуск         | Результат | Результат |
| Спортсменка                 | Соревнование      | Время           | Время           | Время     | Место     |
| --------------------------- | ----------------- | --------------- | --------------- | --------- | --------- |
| Айнхоа Ибарра Астелларра    | гигантский слалом | не финишировала | -               | —         | —         |
| Ана Галиндо Сантолария      | гигантский слалом | не финишировала | -               | —         | —         |
| Мария Хосе Рьенда Контрерас | гигантский слалом | 1:21.57         | 1:33.97         | 2:55.54   | 12        |
| Моника Бош Форреллад        | слалом            | 47.89           | не финишировала | —         | —         |
| Мария Хосе Рьенда Контрерас | слалом            | 47.73           | 48.73           | 1:36.46   | 14        |

### Лыжные гонки
Лыжные гонки прошли близ местечка Хакуба, на трассе, известной сложным рельефом и сложной структурой снега. Испанию в этом виде спорта представляли только мужчины и вместе им удалось добиться лучшего результата: в эстафете 4 × 10 км они заняли 19 место, тогда как в индивидуальном зачёте не поднялись выше 25. 

### Сноуборд
Сноуборд был впервые включён в соревновательную программу Олимпийских игр. Старты по хафпайпу среди мужчин прошли 12 февраля на горнолыжном курорте «Сига Когэн» (志賀高原スキー場) в префектуре Нагано.
Мужчины — Хафпайп
| Спортсмен       | Квалификация 1 спуск | Квалификация 1 спуск | Квалификация 2 спуск | Квалификация 2 спуск | Финал         |               |
| Спортсмен       | Очки                 | Место                | Очки                 | Место                | Финал         |               |
| --------------- | -------------------- | -------------------- | -------------------- | -------------------- | ------------- | ------------- |
| Серхио Бартрина | 27.5                 | 33                   | 37.4                 | 13                   | не участвовал | не участвовал |
| Икер Фернандес  | 36.9                 | 12                   | 37.9                 | 11                   | не участвовал | не участвовал |

### Фигурное катание
Соревнования по фигурному катанию среди женщин прошли с 18 и 20 февраля в Нагано на катке спортивной арены «Белое кольцо» (ホワイトリング).
| Спортсменка          | Короткая программа | Произвольная программа | Сумма мест (TFP) | Место в итоговом протоколе |
| -------------------- | ------------------ | ---------------------- | ---------------- | -------------------------- |
| Марта Андраде Видаль | 21                 | 24                     | 34.0             | 22                         |